# كيفن جراي
كيفن جراي (بالإنجليزية: Kevin Gray)‏ (و. 1958 – 2013 م) هو ممثل، من الولايات المتحدة الأمريكية، توفي في هارتفورد، كونيتيكت، عن عمر يناهز 55 عاماً بسبب نوبة قلبية.

## التعليم
تعلم في جامعة ديوك.

## جوائز
حصل على جوائز منها:
- جائزة دورا مافور مور [الإنجليزية]‏.

## وصلات خارجية
- كيفن جراي على موقع IMDb (الإنجليزية)
- كيفن جراي على موقع ميوزك برينز (الإنجليزية)
- كيفن جراي على موقع قاعدة بيانات برودواي على الإنترنت (الإنجليزية)
- كيفن جراي على موقع قاعدة بيانات الفيلم (الإنجليزية)